# آی یاپیم
آی یاپیم، یک شرکت تولید رسانه است که توسط کرم چاتای در سال ۲۰۰۵ تأسیس شد. این شرکت در ۲۰ کشور جهان شریک واقع شده‌است. آی یاپیم زمانی شریک ترکی «شبکه اسپارکس« بود. آی یاپیم، یکی از بزرگترین شرکت‌های ساختمانی ترکیه است. دفتر مرکزی آن در استانبول، ترکیه است. تولیدات آن از تلویزیون‌های مختلف ترکیه پخش می‌شود. حق فیلم‌نامه مجموعه تلویزیونی عشق ممنوع توسط شبکه تلویزیونی تلموندو خریداری شد که در آمریکا پخش می‌شد و با نام "Pasión Prohibida" در آمریکا و به زبان اسپانیایی بازسازی و پخش شد.
سریال‌ها و بازیگران آی یاپیم در رده‌های مختلف کاندیدای جوایز بین‌المللی درام سئول شده‌اند. در جوایز بین‌المللی درام سئول که یکی از مراسم‌های معتبر دنیای تلویزیون است، در سال ۲۰۱۲ مجموعه تلویزیونی ایزل برنده «جایزه ویژه»، در سال ۲۰۱۴، مجموعه تلویزیونی جزر و مد برنده «جایزه پرنده نقره‌ای» در گروه بهترین سریال درام شدند.
آخرین سریالی که در سال ۲۰۱۲ توسط آی یاپیم تولید شده بود توسط شبکه ای‌بی‌سی در سال ۲۰۱۵ با نام "Runner" دوباره فیلم‌برداری شد تا از ساعت اول پخش شود. ستاره‌های "Runner"، پائولا پاتون و برنت سکستون هستند.

## تولیدات

### سریال تلویزیونی، اینترنتی و فیلم سینمایی
| اولین و آخرین پخش | سریال تلویزیونی و فیلم      | نقش اصلی | کانال تلویزیونی یا پلتفرم |
| ----------------- | --------------------------- | --- | ------------------------- |
| ۲۰۲۴              | بی رحم                      | چاغاتای اولوسوی، سمیه آی‌دوغان | فاکس                      |
| ۲۰۲۲              | مطیع‌ها                      | هالوک بیلگینر | نتفلیکس                   |
| ۲۰۲۲              | آشفته                       | مرت یازیجی‌اوغلو، حفصه‌نور سنجق‌توتان | فاکس                      |
| ۲۰۲۱              | آنچه برای من اتفاق می‌افتد   | هازال کایا، انور تونا، سلین شکرجی | فیلم سینمایی              |
| ۲۰۲۱–اکنون        | خاندان                      | دمت اوزدمیر | استار تی‌وی                |
| ۲۰۲۱              | سه سکه                      | اوراز کایگیلاراوغلو، اکین کوچ | شو تی‌وی                   |
| ۲۰۲۱–اکنون        | قضاوت                       | کان اورگانجی‌اوغلو، پینار دنیز، اوعور آسلان | کانال د                   |
| ۲۰۲۱              | پرواز پرنده                 | بیرجه آکالای، ابراهیم چلیک‌کول، میرای دانر، ایرم ساک | نتفلیکس                   |
| ۲۰۲۱              | داستان جزیره                | آیچا آیشین توران، آلپ ناوروز | استار تی‌وی                |
| ۲۰۲۰–۲۰۲۱         | شعله‌ور                      | دمت اوگار، هازار ارگچلو، دیلان چیچک دنیز، زحل اولجای | شو تی‌وی                   |
| ۲۰۲۰–۲۰۲۱         | با مدیر برنامه‌ام تماس بگیر  | باریش فالای، جانان ارگودر، فاتح آرتمان، سرهات تئومان، آیشنیل شاملی‌اوغلو، اوزگه براک، آهسن اراوغلو، دنیز جان آکتاش                                               | استار تی‌وی                |
| ۲۰۲۰              | تو او را می‌شناسی            | ارجان کسال، سلین ینینجی، نازان کسال، اینانچ کنوکچو | فیلم سینمایی              |
| ۲۰۲۰–۲۰۲۱         | عشق ۱۰۱                     | کان اورگانجی‌اوغلو، پینار دنیز، مرت یازیجی‌اوغلو، ایپک فیلیز یازیجی، آلینا بز، کوبیلای آکا، صلاح‌الدین پاشالی                                                      | نتفلیکس                   |
| ۲۰۲۰              | بابل                        | خالد ارگنچ، اونور سایلاک، آصلی انور، بیرجه آکالای، نور فتاح‌اوغلو، مسوت آکوستا، برن کاسموغولاری، اوزان گوون                                                      | استار تی‌وی                |
| ۲۰۲۰              | زمستان سخت                  | آلپرن دویماز، آیچا آیشین توران، هازال فیلیز کوچوک‌کوسه، جانر جیندوروک، شبنم دونمز، زرین تکیندر                                                                   | شو تی‌وی                   |
| ۲۰۱۹              | کلاغ                        | باریش آردوچ، بورجو بیریجیک، اونور سایلاک | استار تی‌وی                |
| ۲۰۱۹              | جهان آزاد                   | مورات سرزلی، رابعه سویتورک، گوربی ایلری، هایال کوسه‌اوغلو، ادریس نبی تاشکان، سامی آکسو، مکین سزر                                                                 | فیلم سینمایی              |
| ۲۰۱۹              | یک عشق دو زندگی             | انگین آکیورک، برگزار کورل | فیلم سینمایی              |
| ۲۰۱۸              | قهرمان برای ما              | اکین کوچ، فرح زینب عبدالله، فکرت کوشکان | فیلم سینمایی              |
| ۲۰۱۸              | تپه شاهین                   | زرین تکیندر، ابرو اوزکان، بوران کوزوم، آیبوکه پوسات، مورات آیگن                                                                                                 | آ تی‌وی                    |
| ۲۰۱۸–۲۰۱۹         | تصادف                       | کیوانچ تاتلیتوغ، الچین سانگو، اونور سایلاک، ملیسا آصلی پاموک، آلپرن دویماز                                                                                      | شو تی‌وی                   |
| ۲۰۱۸              | شخصیت                       | هالوک بیلگینر، جانسو دره | پوهوتی‌وی                  |
| ۲۰۱۸              | روز هشتم                    | بورجو بیریجیک، بورا گولسوی، موسی اوزونلار، جیدا دوونجی، جم داوران، ییعیت کیرازجی، هاکان کورتاش                                                                  | آ تی‌وی                    |
| ۲۰۱۷–۲۰۱۸         | خرده‌جنایت‌ها                 | گوکچه بهادیر، آصلیهان گوربوز، مرد فرات، باده ایشچیل، تولین اوزن                                                                                                 | استار تی‌وی                |
| ۲۰۱۷–۲۰۲۱         | گودال                       | آراس بولوت اینملی، دیلان چیچک دنیز، ارجان کسال، پریهان ساواش، شنای گورلر، ارکان کولچاک کوستندیل، اونر ارکان، رضا کجااوغلو، نجیب ممیلی، داملا سونمز، کوبیلای آکا | شو تی‌وی                   |
| ۲۰۱۷–۲۰۱۸         | فی                          | اوزان گوون، سرنای ساریکایا، مهمت گونسور | پوهوتی‌وی                  |
| ۲۰۱۷              | بیشتر                       | حیات وان اجک، احمد ممتاز تایلان | فیلم سینمایی              |
| ۲۰۱۷              | این شهر پشت سرت خواهد آمد   | کرم بورسین، لیلا توغوتلو، گورکان اویگون | آ تی‌وی                    |
| ۲۰۱۶–۲۰۱۷         | جسور و زیبا                 | کیوانچ تاتلیتوغ، طوبا بویوک‌اوستون | استار تی‌وی                |
| ۲۰۱۶–۲۰۱۷         | نفوذی                       | چاعاتای اولوسوی، آراس بولوت اینملی، چتین تکیندور | شو تی‌وی                   |
| ۲۰۱۶–۲۰۱۷         | دوست داشتن را به من یاد بده | کادیر دوغلو، سدا باکان، مصطفی اوستونداع | فاکس                      |
| ۲۰۱۶              | بانک قلب‌های شکسته           | هالوک بیلگینر، هازال کایا، سرکان کسکین | فیلم سینمایی              |
| ۲۰۱۵              | دلیبال                      | چاعاتای اولوسوی، لیلا توغوتلو | فیلم سینمایی              |
| ۲۰۱۵              | مادران و مامان‌ها            | سینم کوبال، هازار ارگچلو، اوکان یالابیک | آ تی‌وی                    |
| ۲۰۱۵–۲۰۱۷         | عشق سیاه                    | بوراک اوزچیویت، نسلیهان آتاگول، کان اورگانجی‌اوغلو | استار تی‌وی                |
| ۲۰۱۵              | پنج برادر                   | سرکان کسکین، عثمان سونانت، تانسو بیچر، نادر ساری‌باجاک، نیهال یالچین                                                                                             | کانال د                   |
| ۲۰۱۴              | یک ماجرای کوچک سپتامبر      | فرح زینب عبدالله، انگین آکیورک | فیلم سینمایی              |
| ۲۰۱۴              | سعید و شورا                 | کیوانچ تاتلیتوغ، فرح زینب عبدالله | استار تی‌وی                |
| ۲۰۱۴              | عشق پول سیاه                | انگین آکیورک، طوبا بویوک‌اوستون | آ تی‌وی                    |
| ۲۰۱۳–۲۰۱۵         | جزر و مد                    | چاعاتای اولوسوی، سرنای ساریکایا | استار تی‌وی                |
| ۲۰۱۳              | ۲۰ دقیقه                    | طوبا بویوک‌اوستون، ایلکر آکسوم | استار تی‌وی                |
| ۲۰۱۲–۲۰۱۵         | کارادایی                    | کنعان ایمیرزالی‌اوغلو، برگزار کورل، چتین تکیندور، یوردائر اوکور                                                                                                  | آ تی‌وی                    |
| ۲۰۱۲              | پایان                       | اییت اوزشنر، نهیر اردوعان، ارکان جان، بیراک توزوناتاچ، انگین آلتان دوزیاتان                                                                                     | آ تی‌وی                    |
| ۲۰۱۱–۲۰۱۳         | کوزی گونی                   | کیوانچ تاتلیتوغ، بورا گولسوی، اویکو کارایل، باده ایشچیل، هازار ارگچلو                                                                                           | کانال د                   |
| ۲۰۱۱–۲۰۱۲         | روسری قرمز                  | سچکین اوزدمیر، ازگه ازپیرینچی، باریش فالای، نسرین جوادزاده | آ تی‌وی                    |
| ۲۰۱۱              | خویشاوندان پدربزرگم         | چتین تکیندور، اییت اوزشنر، گوکچه بهادیر، ظفر الگوز | فیلم سینمایی              |
| ۲۰۱۰–۲۰۱۲         | فاطما گل                    | برن سات، انگین آکیورک | کانال د                   |
| ۲۰۰۹–۲۰۱۱         | ایزل                        | کنعان ایمیرزالی‌اوغلو، جانسو دره، اییت اوزشنر، باریش فالای، تونجل کورتیز، هالوک بیلگینر                                                                          | شو تی‌وی/آ تی‌وی            |
| ۲۰۰۹–۲۰۱۰         | راه شیری                    | ازجان دنیز، ویلدان آتاسور | آ تی‌وی                    |
| ۲۰۰۸–۲۰۱۰         | عشق ممنوع                   | برن سات، کیوانچ تاتلیتوغ، نباهت چهره، سلجوق یونتم، هازال کایا                                                                                                   | کانال د                   |
| ۲۰۰۷–۲۰۰۸         | منکشه و هلیل                | صدف آوجی، کیوانچ تاتلیتوغ | کانال د                   |
| ۲۰۰۷–۲۰۰۹         | از بوسه تا عشق              | آصلی تاندوغان، بوراک هاکی | شو تی‌وی                   |
| ۲۰۰۷              | عشق دوباره                  | تورکان شورای، جیهان اونال، زرین تکیندر، مروه بولگور | تی‌آرتی ۱                  |
| ۲۰۰۶–۲۰۱۰         | برگ‌ریزان                    | خلیل آرگون، گوون هوکنا، بنو ییل‌دیریملار، فخریه اوجن، گوکچه بهادیر، دنیز چاکر                                                                                    | کانال د                   |

### برنامه‌های تلویزیونی
- شما سزاوار آن هستید
- سوپرمارکت
- اجرای توقف سرگرم‌کننده
- قدرت زن
- زنان و مردان
- با هولیا آوشار که می‌شناسید
- اوایل با اجه
- بازی برای یادگاری
- مرا جادو کن
- جنک یا اردم؟

## جوایز
- طوبا بویوک‌اوستون (۲۰ دقیقه)، ۲۰۱۴، جوایز بین‌المللی امی، بهترین بازیگر زن خارجی ۲۰۱۴ (بهترین بازیگر زن) -به فینال رسید-
- انگین آکیورک (عشق پول سیاه)، ۲۰۱۵، جوایز بین‌المللی امی، بهترین بازیگر خارجی ۲۰۱۵ (بهترین بازیگر) -به فینال رسید-
- عشق سیاه (مجموعه تلویزیونی)، ۲۰۱۷، جوایز بین‌المللی امی، بهترین مجموعه تلویزیونی خارجی ۲۰۱۷ (بهترین مجموعه تلویزیونی) -برنده شد-
- جسور و زیبا (مجموعه تلویزیونی)، ۲۰۱۸، جوایز بین‌المللی امی.  بهترین سریال تلویزیونی ۲۰۱۸ (بهترین سریال تلویزیونی) -به فینال رسید-
- هالوک بیلگینر (شخصیت)، ۲۰۱۹، جوایز بین‌المللی امی، بهترین بازیگر مرد ۲۰۱۹ (بهترین مدل) -برنده شد-